# 禁断の世界
『禁断の世界』（きんだんのせかい 原題：The Mutant Weapon，This World Is Taboo）は、アメリカ合衆国の作家マレイ・ラインスターが書いたSF中編集である。早川書房から刊行された「メド・シップ」シリーズは全3冊あり、そのうちの3冊目である。

## 収録されている中編
作品中に登場する「医療船エスクリプス20」「宇宙生物トーマル」「ランディング・グリッド」についての詳しい説明は、「メド・シップ」シリーズの1冊目『祖父たちの戦争』を参照のこと。

### 第一部 ミュータント兵器（The Mutant Weapon）
惑星「マリス3」に接近した「エスクリプス20」から、医療局員カルフーンはグリッド管制官に着陸の指示を仰いだ。管制官が待機するように言ったあと、エスクリプス20の船内重力が強くなり、照明が消え、各種回路が焼き切れた。どうやらグリッドの力場で、医療船を押し潰そうとしたようだ。惑星にいる連中は、カルフーンが着陸して検疫することを望んでいないらしい。非常用ロケットで町から離れたところに着陸したカルフーンは、船外に出て調査を始めた。周りに農地が広がっているが耕作している人間はいない。しばらく歩くと実ったトウモロコシ畑の中で男が死んでいる。トウモロコシを何本も食べた形跡があるのに、どうみても食料不足で餓死したようだ。
続いて、やせ衰えた女ヘレンに出会った。カルフーンには酸素欠乏症にかかったように思えたが、酸素が十分にある惑星で発生するわけがない。さっそくヘレンの血液をマーガトロイドに注射して、抗体を作り出そうとするカルフーン。ヘレンの説明によるとここマリス3は、惑星「デトラ2」からの移住先として新たに開拓されたばかりで、住民は千人ほどいたという。この病気が突然発生したあとで見知らぬ宇宙船が強行着陸し、乗員たちが町にいた人々を虐殺しはじめたので、みんな町から逃げ出してきたという。病気の発生前に、この惑星に着陸した宇宙船はないので、病気は外部からもたらされたものではないと考えられた。ここの医者たちも、患者の血液には通常の細菌類しかおらず、原因が分からなかったらしい。他の生存者も集まってきたところに、ブラスターを持った屈強な男が現れた。ヘレンから生存者を狙う殺し屋のことを聞いていたカルフーンは、その男を射殺した。やがてマーガトロイドが抗体を作りだしたので、生存者たちにその抗体を注射する。
カルフーンが患者の血液を分析しても、有害な細菌類は見つからない。それでも病気が発生する前に、晴れた日なのに不思議な雷鳴が聞こえたことが分かった。それらのことからカルフーンは、2種類以上の細菌の相互作用で病気が発生するのではないか、と推測した。大気圏内に侵入した飛行体から、細菌類をまき散らしたときに雷鳴のような音が聞こえ、病気が発生したころを見計らって殺し屋どもの宇宙船が着陸した、と考えればつじつまが合う。そうすれば新規に開拓された惑星を、少ない人員で侵略することができる。カルフーンは射殺した殺し屋が乗ってきた地上車で、町に潜入した。彼は強力麻酔剤を噴射できる「スプレー銃」を作り上げ、町の中を歩き回る侵略者たちを眠らせた。この病気のワクチンを、侵略者たちが注射しているのは確実なので、その副作用のように見せかけた。やがて眠っている者が仲間に発見され、強行着陸した宇宙船に運びこまれていく。眠っている3人目の男は、カルフーンが自ら宇宙船に連れて行った。船内には白衣を着た1人の男がいて、その会話の内容から、この男が病気発生の手順を考え出したことは間違いない。カルフーンは白衣の男を、スプレー銃で眠らせてから縛り上げた。侵略者たちの母星から、移住者を運んできた宇宙船が到着し無線で呼びかけてきたが、カルフーンは応答しなかった。
カルフーンが考えた病気の概要では、通常細菌に似せたミュータント病原体の生成物が合わさると、血液内の酸素濃度を低くする効果がある。酸素が脳に届かないと新陳代謝の制御ができなくなり、栄養分を摂取することを忘れてしまい、餓死のようなことが起こるというものだった。やがて、マーガトロイドの抗体で回復した生存者たちが、町に戻ってきて侵略者たちを縛りあげた。惑星を周回していた侵略者たちの宇宙船には、ワクチンの副作用で次々に仲間が死んでいるので助けてくれ、という偽の通信を送った。宇宙船は母星へ逃げ帰っていった。強行着陸していた宇宙船は、エンジンと無線機を壊されたうえで侵略者たちが乗せられ、当局の宇宙船が来るまで惑星を回ることになった。カルフーンたちは想像してみた。ワクチンには死をもたらす恐ろしい副作用があると知ったときに、彼らの母星で何が起こるかを。たぶん指導者たちは、住民によって殺されるだろう。そして惑星を回っている宇宙船に乗せられている、ワクチンを作った白衣の男にも同じことが起こるだろうと。

### 第二部 禁断の世界（This World Is Taboo）
惑星「ウィールド3」の近くで通常空間に出た医療船「エスクリプス20」は、宇宙港へ着陸許可を求めた。それに対して相手は、検疫命令書の内容、ここに来るまでの寄港地、トーマルが搭乗しているかの確認など神経質なほどの回答を求めた。ようやく着陸を許され、この惑星が恐れているのは「ブルースキン」という伝染病だと分かった。それは数光年離れた惑星「ダラ」の風土病で、肌に青い斑点が出て死亡する恐ろしい病気らしい。カルフーンは一人の医者を医療船に招き入れ、詳しいことを尋ねた。それによると、ダラは金属資源に恵まれた惑星だが食料生産には不向きなので、ウィールド3に宇宙船でやってきて食料を買いたい、と申し入れたことがあった。ブルースキンを恐れるウィールド3は、艦隊を派遣して宇宙船を追い払い、何年ものあいだダラを封鎖した。封鎖のために艦艇を大規模建造したが、封鎖を解いたあとは艦艇にウィールド3の余剰穀物を積み込んで、惑星の周回軌道に置いてあるという。
ウィールド3の高官たちとの歓迎式典では、大統領の演説の中にさえも、ブルースキンへの憎悪が込められていることにカルフーンは驚いた。そんなところへ、惑星「オレド」から来たと、自動送信を続ける一隻の宇宙船が到着した。オレドは、ウィールド3とダラの中間に位置する惑星で、金の採掘と牛の放牧が細々と行われていた。その宇宙船には船倉の中にまで人間が積み込まれ、空気浄化装置が過負荷で故障したため、全員が窒息で死亡していた。生存者がいないので自動送信していたのだ。大統領はブルースキンの仕業だと言う。その謎を解明すべく、エスクリプス20はオレドへ向かった。超光速航行に入ってすぐ、カルフーンがコーヒーの準備を始めると、いつもは目を輝かせて待っているマーガトロイドの様子がおかしい。船室の方をじっと見つめている。カルフーンは密航者だと直感し、ブラスターを準備して出てくるよう言った。乗っていたのは若い女で、追われているのでオレドへ連れていってほしいと話す。カルフーンは女との会話の内容から、女はダラの出身者と見破り、彼女もそれを認めた。次の日、エスクリプス20はオレドの近くへ着いた。
オレドの地上を呼び出しても何の応答もない。ランディング・グリッドはあるので、知らんぷりをしているようだ。カルフーンは非常用ロケットで、グリッドの近くへエスクリプス20を着陸させた。周りにはおびただしい牛の足跡があり、ところどころに踏み潰された牛の死骸が放置されている。女は初めてマリルと名乗った。船外を調査していると、警告もなくブラスターが撃ち込まれた。カルフーンが応戦すると発煙弾が投げ込まれ、煙を吸うと脈拍数があがり心に動揺を感じた。医療局員なので「パニック・ガス」だと分かる。牛を暴走させたのも、すし詰めの宇宙船でウィールド3へ逃げてきたのも、これが原因に違いない。ブラスターを撃ってきたのは、ここへ牛を捕らえに来ていたダラ人だ。エスクリプス20に戻ったカルフーンたちは、オレドを離れダラに向けて航行を始めた。
ダラの人々は、惑星高官たちも含めてみんな飢餓にあえいでいた。エスクリプス20に積まれていた食糧も供出させられた。カルフーンは、ウィールド3を廻っている余剰穀物を積んだ宇宙船を頂戴することを考えた。もちろん代償として、ウィールド3には金属資源で支払う準備をする。4人のダラ人航行士をエスクリプス20に乗せ、宇宙航行の高等教育をしながらウィールド3を目指した。数日のうちにウィールド3に着いたエスクリプス20。一人前となった4人の航行士は、1人ずつ穀物宇宙船に乗り込んでダラに向かった。この計画は成功し、ダラでは一時的に食糧割り当て量が増やされた。続いてカルフーンは、20隻余りの穀物宇宙船を同様に頂戴することにした。これと並行して、ブルースキン病の研究を進めた。カルフーンは、ブルースキンに感染しても肌に青い斑点が出ない事例のあったことに関心があった。

## 書誌情報
『禁断の世界』 山田忠訳 ハヤカワSF文庫 SF649 1986年1月 ISBN 4-15-010649-5